# Ayahualulco (Veracruz)
Ayahualulco es una localidad del estado mexicano de Veracruz. Es cabecera del municipio de Ayahualulco.

## Demografía
| Censo | Población |
| ----- | --------- |
| 1900  | 2 098     |
| 1910  | 2 962     |
| 1921  | 2 823     |
| 1930  | 2 272     |
| 1940  | 1 126     |
| 1950  | 1 188     |
| 1960  | 1 010     |
| 1970  | 1 045     |
| 1980  | 1 249     |
| 1990  | 2 223     |
| 1995  | 2 437     |
| 2000  | 2 156     |
| 2005  | 2 618     |
| 2010  | 2 832     |
| 2020  | 2 823     |